# Renate Dissel
Renate Dissel (* 1943 in Köln; † 19. September 2012 ebenda) war eine deutsche Schauspielerin. Einige unbestätigte Quellen geben als Geburtstag den 1. Januar 1943 an.

## Leben und Karriere
Dissel wuchs in der Dagobertstraße in Köln auf. Nach der Schulzeit studierte sie Schauspiel an der Schauspielschule der Keller in Köln, wo sie 1968 zusammen mit Jürgen Flimm und Eberhard Feik ihre Abschlussprüfung absolvierte. Im zugehörigen Theater der Keller spielte sie später auch in einhundert ausverkauften Vorstellungen die Martha in Wer hat Angst vor Virginia Woolf?
Nach der Ausbildung folgten viele Gastspiele. So spielte sie 1974 bei den Sommerfestspielen in Bad Hersfeld und unter den Regisseuren Tom Toelle, Günther Fleckenstein und Joachim Fontheim, war bei den Ruhrfestspielen in Recklinghausen zu sehen und in der Komödie Bochum, bevor eine zweimonatige Tournee durch Nordamerika folgte. Nach der Rückkehr arbeitete Dissel an den Städtischen Bühnen von Essen, Krefeld, Bonn und Oberhausen als Ensemblemitglied. Am Westfälischen Landestheater (WLT) in Castrop-Rauxel gehörte Dissel zum Gründerensemble, welches das Mitbestimmungsmodell für Schauspieler ausprobierte. In Castrop-Rauxel spielte sie unter anderem bekannte weibliche Rollen des klassischen Theaters, darunter Marthe Rull, Mrs. Antrobus und Frau Peachum. Während ihrer über vierzig Jahre umfassenden Karriere arbeitete sie mit weiteren namhaften Regisseuren wie Dieter Dorn, Roland Kabelitz, Dietrich Hilsdorf, Hansgünther Heyme und dem späteren Theaterintendanten Uwe Eric Laufenberg zusammen. Laufenberg inszenierte 1992 Der Besuch der alten Dame im Kölner Schauspielhaus und wurde später Intendant der Kölner Oper.
Ab 1999 spielte sie zwei Jahre lang die „italienische Mama“ im Musical Saturday Night Fever im Kölner Musical Dome. Eine letzte Rolle auf der Bühne hatte sie ab 2005 in La Strada – Das Lied der Straße, mit dem das Ensemble 2006 zum Theaterfestival in Teheran eingeladen war. Durch ihren Kölner Dialekt war sie auch eine bekannte Interpretin von Trude-Herr-Liedern.
Von 1971 bis 2007 war Dissel auch regelmäßig vor der Kamera im Film und im Fernsehen zu sehen. So spielte sie 1974 unter Werner Schlechte in Bauernbarock, hatte in den Jahren 1991 und 1999 Nebenrollen in der deutschen Kriminalfilm-Reihe Tatort. 1997 war sie als die Mutter von Oliver „Olli“ Klatt, dargestellt von Willi Herren, in der Folge Spielarten der deutschen Fernsehserie Lindenstraße zu sehen.
Im Jahr 1994 verkörperte sie die Ehefrau Lisbeth der durch den Kabarettisten Tom Gerhardt gespielten Figur Dieter Krause in der Filmkomödie Voll normaaal, die von Bernd Eichinger produziert wurde und unter der Regie von Ralf Huettner entstand. In der auf dem Film basierenden, sechs Staffeln umfassenden Fernsehserie Hausmeister Krause – Ordnung muss sein wurde ihre Rolle von Irene Schwarz gespielt.
Neben der Arbeit auf der Bühne und vor der Kamera arbeitete sie auch für den Hörfunk und übersetzte Drehbücher aus dem Hochdeutschen ins „Kölsche“. Dissel starb 2012 im Alter von 69 Jahren. Ihre Enkelin ist die 1994 in Frankreich geborene, in Deutschland aufgewachsene und in New York City lebende Filmemacherin Cheyenne Pasquer.

## Filmografie (Auswahl)
- 1971: Photo ohne Wiederkehr (Fernsehfilm)
- 1973: Wenn Annemarie ins Wasser geht – Die seltsamen Erlebnisse, Erinnerungen und Phantasien des Herrn T.
- 1974: Bauernbarock (Fernsehfilm)
- 1976: Die Affäre Lerouge (Miniserie)
- 1979: Kasper Laris Abenteuer
- 1985: Kein schöner Land (Miniserie)
- 1991: Tatort: Kinderlieb (Fernsehreihe)
- 1994: Voll normaaal
- 1994–1996: Die Wache (Fernsehserie)
- 1995: Katharina oder: Die Kunst, Arbeit zu finden[3]
- 1996: Hallo, Onkel Doc! (Fernsehserie)
- 1996: Post Mortem – Der Nuttenmörder (Fernsehfilm)
- 1997: Lindenstraße (Fernsehserie)
- 1997: Die Musterknaben – Der Film
- 1997: Nikola (Fernsehserie)
- 1998: Die Bubi-Scholz-Story (Fernsehfilm)
- 1998: T.V. Kaiser (Fernsehserie)
- 1998: Credit Card (Kurzfilm)
- 1999: Tatort: Restrisiko (Fernsehreihe)
- 1999: Alles Bob!
- 1999: Das Rätsel des blutroten Rubins
- 2000: Alarm für Cobra 11 – Die Autobahnpolizei (Fernsehserie)
- 2000: Nie mehr zweite Liga (Fernsehfilm)
- 2004: Unter Brüdern (Fernsehserie)
- 2007: Angie (Fernsehserie)
- 2007: Vater aus Liebe

## Hörspiele (Auswahl)
- 1966: Bertolt Brecht: Das Verhör des Lukullus – (Rundfunk der DDR, 26. Dezember 1966)
- 1969: Lise-Lotte Kaven: Kölsch mit Genever – Regie: Leopold Reinecke (Mundarthörspiel – WDR)
- 1970: Lis Böhle: Huus Nr. 11. Ein Hörspiel us dem ältere Kölle. Rheinisches Hörspiel – Regie: Leopold Reinecke (Original-Hörspiel, Mundarthörspiel – WDR)
- 1970: Lis Böhle: Wat dä Schmitzens all passeet (37. Folge) Rheinisches Hörspiel – Regie: Leopold Reinecke (Originalhörspiel, Mundarthörspiel – WDR)
  - Spielszenen: E Schmugglerkreppche; Römisch-germanisch; Et Schmitze Kleopatra.
- 1972: Lis Böhle: Wat dä Schmitzens all passeet (39. Folge) Rheinisches Hörspiel – Regie: Leopold Reinecke (Originalhörspiel, Mundarthörspiel – WDR)
  - Spielszenen: De zwei Ööster; De Krunzeugin; Unrecht Gut gedeihet nicht.
- 1982: Walter Püschel: Kaddisch für Liebermann (Rundfunk der DDR, 11. April 1982)
- 1989: Hannu Mäkelä: Vom Pferd, das seine Brille verlor (Teil 6: Wie sich das Pferd von seinen Freunden wieder verabschiedet) – Rundfunk der DDR, 22. Januar 1989
- 2003: Christian Gasser: Lelouchs Vision (Schlachterin) – Regie: Petra Feldhoff (Originalhörspiel, Science-Fiction-Hörspiel – WDR)

Quelle: ARD-Hörspieldatenbank

## Theater (Auswahl)
- 1981: Mephisto (Westfälisches Landestheater)
- 1981: Mutter Courage und ihre Kinder (Westfälisches Landestheater)
- 1982: Der zerbrochene Krug (Westfälisches Landestheater)
- 1984–1985: Das Brot der frühen Jahre (Grenzlandtheater, Aachen)
- 1989: Der grüne Kakadu (Zimmertheater, Tübingen)
- 1992: Der Besuch der alten Dame (Kölner Schauspielhaus, Köln)
- 2005: Erdbeermund und freche Schnauze (Regie, Theater Tiefrot, Köln)
- 2005: La Strada – Das Lied der Straße (Theater Tiefrot, Köln)[5]